# Giovanni Antonio Burrini

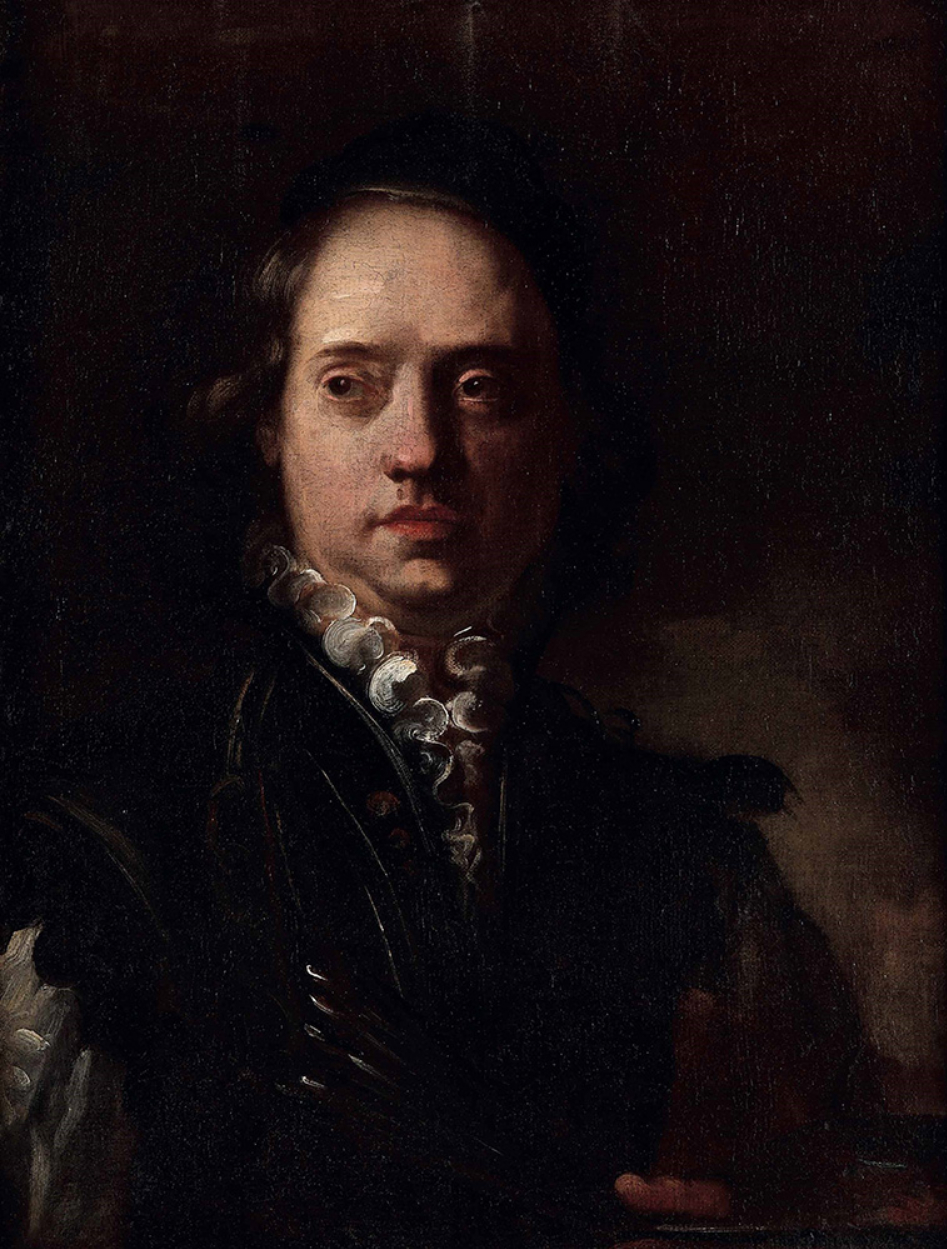
Selbstporträt Burrinis

Giovanni Antonio Burrini (* 25. April 1656 in Bologna; † 5. Januar 1727 ebenda) war ein italienischer Maler. Er arbeitete im Stil des Hochbarock und des Rokoko, zumeist in seiner Heimatstadt, aber auch an – wenigen – anderen Orten. Er gilt als ein bedeutender Vertreter der späten Bologneser Schule mit neovenezianischem Einschlag. Seine Hauptschaffensperiode war etwa von 1680 bis 1695, danach ließ die Qualität seiner Arbeiten deutlich nach. Die Kunstgeschichte beurteilt ihn unterschiedlich.

## Herkunft und Lehre

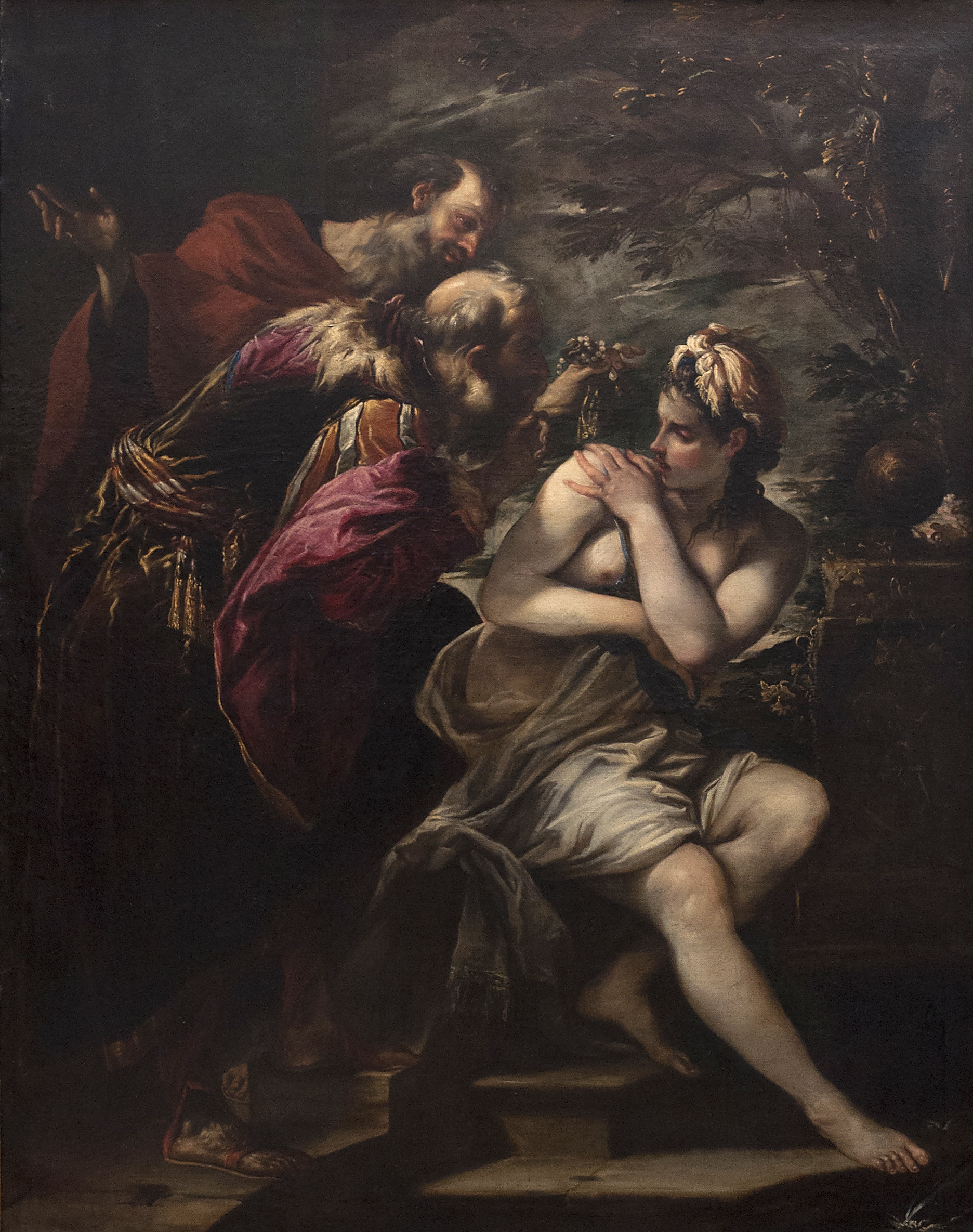
Susanna und die beiden Alten, 1686, Pinacoteca Nazionale, Bologna

Burrini wurde am 25. April 1656 in armen Verhältnissen geboren, sein Vater verdiente den Unterhalt für die Familie mit dem Verkauf von Innereien.
Er erhielt die erste künstlerische Ausbildung von Domenico Maria Canuti sowie kurze Zeit später auch von Giulio Cesare Venenti. Ein Teil seiner Ausbildung war das Kopieren von Bildern bolognesischer Maler, so auch Werke der Carracci-Familie. Canuti verließ Bologna nach Rom im April 1672, Burrini erhielt seine weitere Ausbildung danach von Lorenzo Pasinelli. Bereits über Pasinelli kam er in Kontakt mit den Prinzipien der venezianischen Malerei, in Bologna waren zahlreiche Werke venezianischer Kunst zu dieser Zeit vorhanden. Obwohl daher nicht unbedingt notwendig, unternahm Burrini dennoch eine Reise nach Venedig. Hier kam er vor allem mit der Kunst Paolo Veroneses sowie Jacopo Tintorettos und dessen Nachkommen in Kontakt. Speziell eine Anbetung der Könige von Veronese, heute in der National Gallery in London, hat er wohl genau studiert, eine vom Aufbau nur leicht veränderte Vorzeichnung zum gleichen Thema hat sich erhalten. Erste eigene Aufträge erhielt er, obwohl noch mit dem Studium unter Pasinelli beschäftigt, nach seiner Rückkehr aus Venedig.

## 1680 bis 1695
Unter den wichtigen Aufträgen seines Frühwerks befindet sich eine Anbetung der Könige, die er für die Patrizierfamilie Ratti schuf. Das Bild gelangte nach Rom, wo es Carlo Maratta ausdrücklich lobte. Ebenfalls für diese Familie schuf er eine Erscheinung des Herrn.

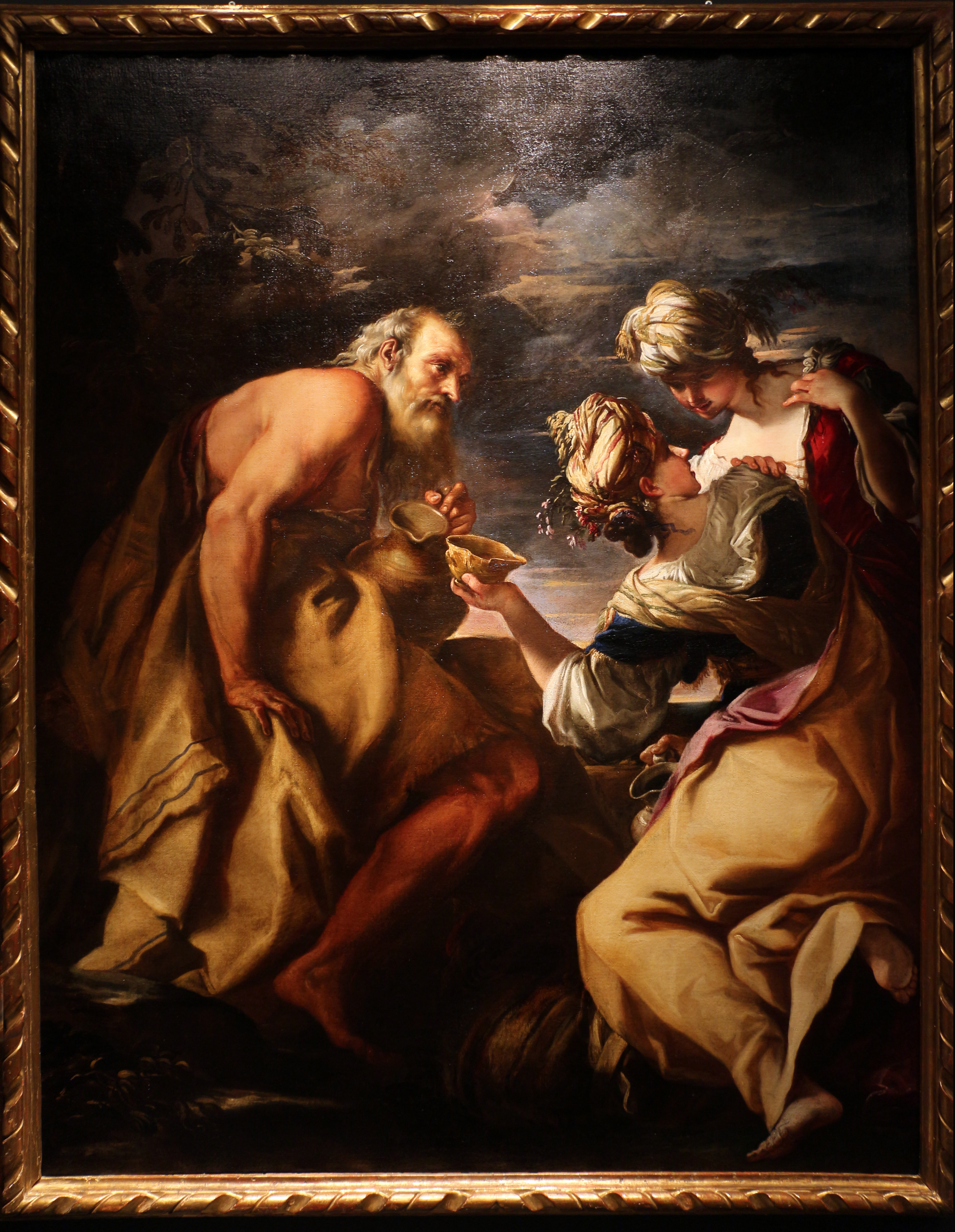
Lot und seine Töchter, 1686, Fondantico

Auf Befehl des Herzogs Francesco Pico von Mirandola etwa 1681 trat er in direkten Wettstreit mit seinem Mitschüler und Kollegen Giovan Gioseffo Dal Sole, der Herzog bestellte bei beiden jeweils ein großformatiges Bild. Sein Werk, ein Martyrium der Hl. Victoria wurde etwa 1683 fertiggestellt und, wohl auch aus Dankbarkeit für die Rettung Wiens bei der Zweiten Wiener Türkenbelagerung, zusammen mit den Reliquien der Heiligen in die entsprechende Kapelle der Heiligen im Dom von Mirandola verbracht. Ein anderes wichtiges Werk aus der frühen Zeit ist eine Darstellung des Martyriums der Hl. Eufemia, geschaffen für die Kirche Sant'Eufemia in Ravenna. Insgesamt malte Burrini während dieser Zeit weit überwiegend nach dem venezianischen Stil. 1683, nach dem Weggang von Carlo Cignani nach Forlì konnte er dessen Werkstatt übernehmen.
Neben den Tafelgemälden erwarb er sich einen sehr guten Ruf als Freskierer. Gemeinsam mit weiteren Künstlern, darunter beispielsweise Giuseppe Maria Crespi, Marcantonio Chiarini, Cesare Pronti, Ercole Gaetano Bertuzzi, Tommasso Aldovrandini und Enrico Haffner schuf er für bolognesische Patrizierhäuser, aber auch Kirchen, eine Reihe von Fresken. Hervorzuheben sind die Fresken der Häuser der Familien Ratti (heute zerstört) und Marchesini sowie diejenigen für die Coelestinerkirche in Bologna. Burrini bekam zunehmend Aufträge außerhalb Bolognas. Er freskierte etwa 1683 die Villa Albergati in Zola Predosa. Er verließ Bologna für längere Zeit, war ab 1685 in Novellara bei der Freskierung des Palazzo del Conte tätig, diese Fresken sind verloren, und ab 1688 in Turin für die Kirche Santa Teresa, diese Arbeiten wurden im Zweiten Weltkrieg zerstört.
Nach seiner Rückkehr nach Bologna freskierte er weiterhin Patrizierhäuser, diejenigen der Familien Bugami und Alamandini. Seine Hauptschaffensperiode wird zwischen 1680 und 1695 gesehen.

## Spätwerk ab 1695
Burrini heiratete erst spät und hatte bereits nach wenigen Jahren eine Familie mit zahlreichen Nachkommen zu versorgen, was erhebliche – negative – Konsequenzen für die Qualität seiner Arbeit ab 1695 hatte. Er war gezwungen, mehr Aufträge anzunehmen, als er bei einer sorgfältigen Arbeitsgeschwindigkeit hätte abarbeiten können. Das führte dazu, dass er begann, nachlässig zu arbeiten, was auf Seiten seiner Kunden dazu führte, dass er immer weniger Aufträge erhielt. Er schuf zahlreiche Ölgemälde in dieser Zeit, von denen noch eine größere Anzahl vorhanden sind, erreichte aber bei Weitem, mit einer Ausnahme, nicht mehr die Qualität seiner Hauptschaffensperiode. Von seinem Spätwerk zeigt nur noch das Martyrium der Hl. Katharina in der Kirche Santa Caterina di Saragozza in Bologna seine früheren Fähigkeiten.
Burrini beteiligte sich 1709 als Gründungsmitglied der Accademia Clementina in Bologna, er leitete sie als siebter Direktor (Principe) 1723/24.
Neben zahlreichen Söhnen hatte Burrini eine am 3. Dezember 1700 geborene Tochter, Barbara, die er offenbar bevorzugte. Er begann, sie in der Malerei auszubilden. Sie verließ die Familie allerdings fluchtartig, da er sie offenbar zu sehr gängelte, einige Briefnotizen geben Auskunft darüber. Dennoch wurde sie Malerin, arbeitete vor allem Porträts, kopierte andere Künstler und schuf daneben eine Serie über die 14 Stationen des Leidenswegs Christi für eine Bologneser Kirche.

## Kunstgeschichtliche Beurteilungen
Hatte sein erster Biograf (Gianpietro Zanotti, Storia dell’Accademia Clementina, Bologna 1739) Burrini noch als den Pietro da Cortona bzw. Luca Giordano Bolognas bezeichnet, so änderte sich die Einschätzung seines Werkes später. Hervorgehoben werden seine virtuose Pinseltechnik und sein venezianisches Kolorit, daneben seine markige Art, seine Begabung, Phantasie und Originalität in der Themenbehandlung. Der Hauptkritikpunkt ist, dass es ihm letztlich nicht gelungen ist, einen tatsächlich eigenen malerischen Stil zu finden. Zu sehr war er von den Carracci, Veronese oder den Tintoretto beeinflusst, um wirklich eigene Spuren in seinen Werken zu hinterlassen, so wird er als „eher glücklicher Nachahmer“ bezeichnet. Corrado Ricci beurteilt ihn schlicht als geschickt.

## Überlieferte Werke und Zeichnungen
Eine stattliche Anzahl seiner Ölgemälde ist noch in Bologna, weiteren Museen in der Emilia-Romagna, aber auch in den großen europäischen Kunstmuseen zu finden. Neben den Gemälden und Freskierungen tat sich Burrini noch als Zeichner hervor. Zanotti beschreibt seine Fähigkeit, sich zeichnerisch in die Malweise anderer Künstler hineinzuarbeiten. Die Graphische Sammlung des Hessischen Landesmuseums in Darmstadt besitzt drei Zeichnungen, zwei davon nachgewiesen von Burrini, eine sehr sicher zuschreibbar. Es handelt sich um eine Anbetung der Hirten, eine Darbringung im Tempel und die erwähnte Anbetung der Könige nach dem Gemälde Veroneses in London. Die drei Blätter gehören zu einer Serie von Vorzeichnungen für zwölf Gemälde über das Leben Jesu Christi, sie wurden in Öl auf Kupfer ausgeführt. Diese eigentlichen Gemälde sind heute verschollen. Neben den drei Blättern in Darmstadt gehören zu dieser Gruppe von Zeichnungen eine Kreuzabnahme im Metropolitan Museum of Art in New York, eine Geburt Mariens im Louvre in Paris, ebenfalls im Louvre zwei zugeschriebene Blätter Anbetung der Könige und Steinigung des Hl. Stephan. Das Kupferstichkabinett der Staatlichen Museen in Berlin verfügt aus derselben Serie noch über eine Vorstellung im Tempel sowie das Rijksmuseum in Amsterdam über ein Blatt Gefangennahme Christi.